# پوسهلی
پوسهلی (به انگلیسی: Pwllheli، تلفظ ولزی: [pʊɬˈhɛlɪ]) یک شهرک در ولز است که در گوینز واقع شده‌است. پوسهلی ۴٬۰۷۶ نفر جمعیت دارد.